# Estructura de desglossament del treball

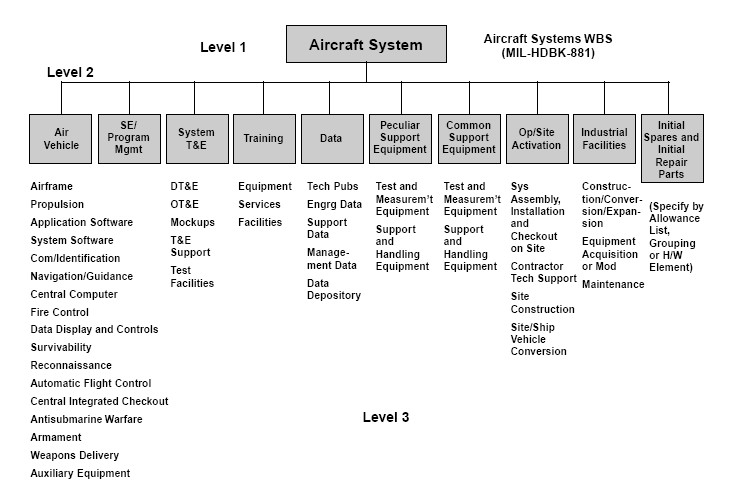
Exemple de MIL-HDBK-881, que il·lustra els tres primers nivells d'un sistema típic per a avions

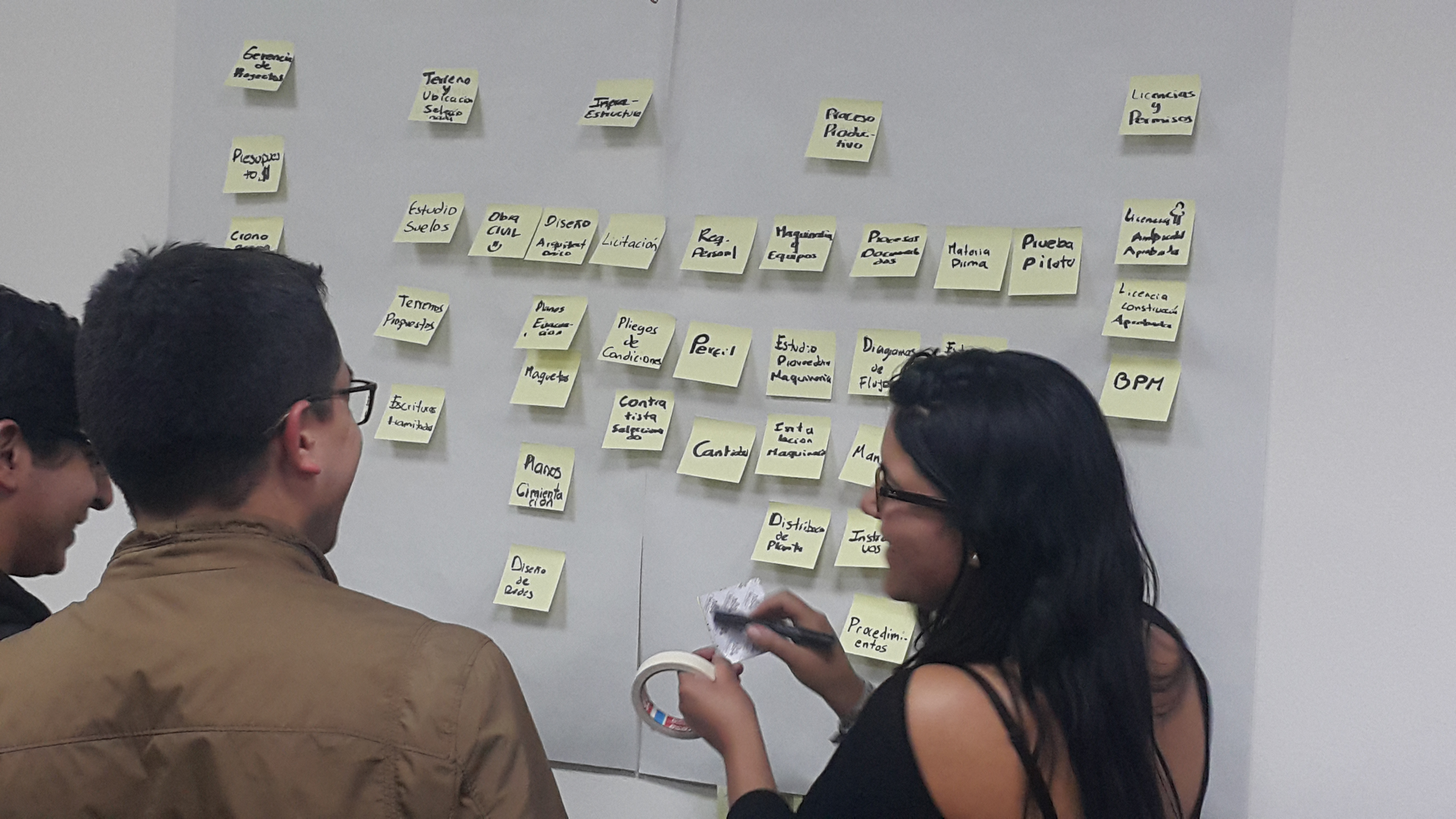
Treballant la EDT d'un projecte

Una estructura de desglossament del treball (EDT), coneguda en anglès com a work-breakdown structure (WBS), en gestió de projectes i enginyeria de sistemes és un desglossament del treball d'un projecte orientat al lliurament en components més petits. Una EDT en si mateix és un dels lliuraments clau d'un projecte, amb el qual s'organitza el treball de tot el projecte en seccions i components més treballables i finalizables unitàriament. El Project Management Body of Knowledge (PMBOK 5) defineix l'EDT com a una "descomposició jeràrquica de l'abast total del treball que ha de dur a terme l'equip del projecte per tal d'assolir els objectius del projecte i generar els lliurables requerits".
Un element d'EDT pot ser un producte, dades, servei o qualsevol combinació d'aquests. Un EDT també proporciona el marc necessari per a l'estimació i el control detallats de costos alhora que proporciona orientació per a la determinació i el control del calendari.

## Visió general
EDT és una descomposició jeràrquica i incremental del projecte en fases, lliuraments i paquets de treball. És una estructura en arbre, que mostra una subdivisió de l'esforç necessari per aconseguir un objectiu, com per exemple un programa, projecte o contracte. En un projecte o contracte, la EDT es desenvolupa començant per l'objectiu final i subdividint-lo successivament en components manejables en termes de mida, durada i responsabilitat (per exemple, sistemes, subsistemes, components, tasques, subtasques i paquets de treball) que incloueixen tots els passos necessaris per assolir l'objectiu.

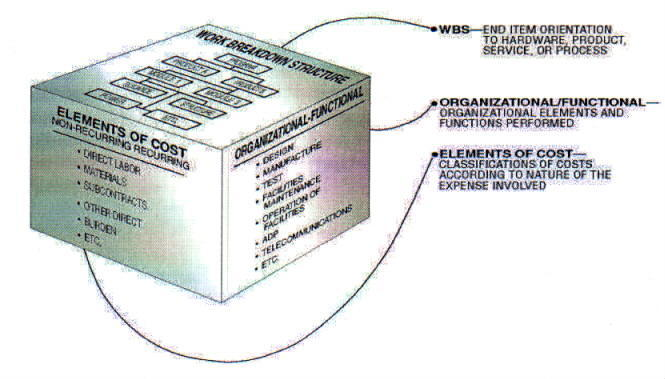
Exemple d'estructura de desglossament del treball aplicada en una estructura d'informes de la NASA

L'estructura de desglossament del treball proporciona un marc comú per al desenvolupament natural de la planificació general i el control d'un contracte i esdevé el fonament per dividir el treball en increments definibles, de manera que es pugui tenir la visió de l'estat del treball amb els corresponents informes de situació tècnica, calendari, cost i esforç.
Una estructura de desglossament del treball permet sumar els costos subordinats de les seves tasques, materials, etc., en els costos de les tasques, materials, etc. de su nivel padre superior, i així de manera sucesiva. Per a cada element de l'estructura de desglossament del treball, es genera una descripció de la tasca a realitzar. Aquesta tècnica (de vegades anomenada estructura de descomposició del sistema) s'utilitza per definir i organitzar l'abast total d'un projecte.
L'EDT s'organitza a partir dels productes bàsics del projecte (o resultats planificats) enlloc de fer-lo respecte el treball necessari per produir aquests productes (accions planificades). Com que els resultats previstos són els objectius desitjats del projecte, formen un conjunt de categories relativament estable en les quals es poden recollir els costos de les accions planificades necessàries per aconseguir-los. Una EDT ben dissenyada fa que sigui fàcil assignar cada activitat del projecte a un i només un element terminal de la EDT. A més a més de la seva funció en la comptabilitat de costos, la EDT també ajuda a mapejar els requisits d'un nivell d'especificació del sistema a un altre; per exemple, una matriu de referència creuada que mapeja els requisits funcionals a documents de disseny d'alt nivell o de baix nivell. La EDT es pot mostrar horitzontalment en forma de contorn o verticalment com una estructura d'arbre (com un organigrama).
El desenvolupament de la EDT es produeix normalment a l'inici d'un projecte i precedeix el detall de les tasques de la planificació del projecte.
El concepte d'estructura de desglossament del treball es va desenvolupar amb la Tècnica d'avaluació i revisió de programes (PERT) del Departament de Defensa dels Estats Units (DoD). PERT va ser introduït per la Marina dels EUA el 1957 per donar suport al desenvolupament del seu programa de míssils Polaris. Tot i que no es va utilitzar el terme "estructura de desglossament del treball", aquesta primera implementació de PERT va organitzar les tasques en categories orientades al producte.
El juny de 1962, el DoD, la NASA i la indústria aeroespacial van publicar un document pel sistema PERT/COST, que descrivia l'enfocament WBS. Aquesta guia va ser avalada pel Secretari de Defensa per a l'adopció de tots els serveis. El 1968, el DoD va publicar "Estructures de desglossament de treball per a articles de material de defensa" (MIL-STD-881), una norma militar que requeria l'ús d'estructures de desglossament de treball a tot el DoD.
El document ha estat revisat diverses vegades, la darrera el 2018. La versió actual d'aquest document es pot trobar a "Work Breakdown Structures for Defense Material Items" (MIL-STD-881E). Inclou definicions de WBS per a sistemes específics de productes bàsics de material de defensa i aborda els elements WBS que són comuns a tots els sistemes.
Els ítems de les categories de material de defensa de MIL-STD-881E són:
- Sistemes d'aeronaus
- Sistemes electrònics/genèrics
- Sistemes de míssils/artilleria
- Sistemes estratègics de míssils
- Sistemes marítims
- Sistemes espacials
- Sistemes de vehicles terrestres
- Sistemes marítims no tripulats
- Sistemes de llançament de vehicles
- Sistemes d'Informació i negocio de defensa

Els elements comuns identificats a MIL-STD-881E, en el annexo K són: Integració, muntatge, prova i comprovació; Enginyeria de sistemes; Gestió de programes; Prova i avaluació del sistema; dades; Equips de suport particulars; Equip de suport comú; Activació operativa/del lloc; Suport Logístic del Contractista; Instal·lacions industrials; Recanvis inicials i peces de reparació. L'estàndard també inclou elements comuns addicionals exclusius dels sistemes espacials, els sistemes de vehicles de llançament i els sistemes de míssils estratègics.
El 1987, el Project Management Institute (PMI) va documentar l'expansió d'aquestes tècniques entre organitzacions que no són de defensa. La Guia de Project Management Body of Knowledge (PMBOK) ofereix una visió general del concepte WBS, tot i que l'"Estàndard de pràctica per a les estructures de desglossament del treball" és comparable a l'estàndard del DoD, està pensat per a una aplicació més general.

## Principis de disseny

### Regla del 100%
Un principi de disseny important per a les estructures de desglosament del treball s'anomena regla del 100%. S'ha definit de la següent manera:
La regla del 100% estableix que la EDT inclou el 100% del treball definit per l'abast del projecte i recull tots els lliuraments (interns, externs, provisionals) pel que fa al treball a completar, inclosa la gestió del projecte. La regla del 100% és un dels principis més importants que guien el desenvolupament, la descomposició i l'avaluació de la WBS. La regla s'aplica a tots els nivells de la jerarquia: la suma del treball a nivell "fills" ha de ser igual al 100% del treball representat pel "pare" i l'EDT no hauria d'incloure cap treball que quedi fora de l'àmbit real de el projecte, és a dir, no pot incloure més del 100% de la feina. És important recordar que la regla del 100% també s'aplica a nivell d'activitat. El treball representat per les activitats de cada paquet de treball ha de sumar el 100% del treball necessari per completar el paquet de treball.

#### Elements mútuament excluients
Mútuament excloent: a banda de la regla del 100%, no hi ha d'haver cap superposició en la definició de l'àmbit entre els diferents elements d'una estructura de desglossament de treball. Aquesta ambigüitat podria donar lloc a treballs duplicats o errors de comunicació sobre responsabilitat i autoritat. Aquest solapament també podria confondre la comptabilitat de costos del projecte. Si les denominacions dels elements EDT són ambigus, caldria un glossari EDT per ajudar a aclarir les distincions entre els elements EDT. Un iccionari EDT descriu cada component de la EDT amb fites, lliuraments, activitats, abast i, de vegades, dates, recursos, costos i qualitat.

### Planificar els resultats, no les accions
Si el dissenyador de l'estructura de desglossament del treball intenta capturar qualsevol detall orientat a l'acció en l'EDT, és probable que el dissenyador inclogui massa accions, o bé, massa poques accions. Massa accions superarien el 100% de l'abast dels pares i massa poques no arribaran al 100% de l'abast dels pares. La millor manera d'aplicar a la regla del 100% és definir els elements EDT en termes de conclusions o resultats, no accions. Això també garanteix que la EDT no sigui massa prescriptiva dels mètodes, la qual cosa permet un major enginy i pensament creatiu per part dels participants del projecte. Per als projectes de desenvolupament de nous productes, la tècnica més comuna per garantir un EDT orientat als resultats és utilitzar una estructura de desglossament de producte. Els projectes de programari orientats a les funcionalitats poden utilitzar una tècnica similar que consisteix a utilitzar una estructura de desglossament de funcionalitats. Quan un projecte ofereix serveis professionals, una tècnica comuna és capturar tots els lliuraments planificats per crear un EDT orientat al lliurament. Les estructures de desglossament de treball que subdivideixen el treball per fases del projecte (per exemple, fase de disseny preliminar, fase de disseny crítica) han d'assegurar que les fases estiguin clarament separades per un lliurament que també s'utilitza per definir els criteris d'entrada i sortida (per exemple, una revisió preliminar o crítica del disseny aprovada).

### Nivell de detall
Cal decidir quan deixar de dividir el treball en elements més petits. Per a la majoria de projectes, n'hi haurà prou amb una jerarquia de dos a quatre nivells. Això ajudarà a determinar la durada de les activitats necessàries per produir un producte definit per la EDT. Hi ha diverses heurístiques o "regles empiriques" utilitzades per determinar la durada adequada d'una activitat o grup d'activitats necessàries per produir un lliurament específic definit per la EDT:
- La primera és la "regla de les 80 hores", que significa que cap activitat o grup d'activitats amb el nivell més baix de detall de l'EDT per produir un únic lliurament hauria de suposar més de 80 hores d'esforç.
- La segona regla general és que cap activitat o grup d'activitats amb el nivell més baix de detall de l'EDT hauria de durar més del període d'informe de seguiment establert. Per tant, si l'equip del projecte informa mensualment del progrés, cap activitat o sèrie d'activitats no hauria de durar més d'un mes.
- L'última heurística és la regla "si té sentit". Aplicant aquesta regla general, es pot aplicar el "sentit comú" quan es crea la durada d'una sola activitat o grup d'activitats necessàries per produir un lliurament definit per l'EDT.

Un paquet de treball a nivell d'activitat és una tasca que:
- es pot estimar de manera realista i segura;
- pràcticament no té sentit desglosar-la més;
- es pot completar d'acord amb una de les heurístiques definides anteriorment;
- produeix un lliurable que és mesurable; i
- forma un paquet únic de treball que es pot externalitzar o contractar.

### Esquema de codificació
És habitual que els elements de l'estructura de desglossament del treball es numeren seqüencialment per evidenciar l'estructura jeràrquica. L'objectiu de la numeració és proporcionar un enfocament coherent per identificar i gestionar la EDT en sistemes similars, independentment del proveïdor o servei. Per exemple, 1.1.2 Propulsió (a l'exemple següent) identifica aquest element com a element EDT de nivell 3, ja que hi ha tres números separats per dos punts. Un esquema de codificació també ajuda a reconèixer els elements EDT en qualsevol context escrit i permet mapejar-los en el diccionari EDT.
Un exemple pràctic de l'esquema de codificació EDT és el següent:
1.0 Sistema d'aeronaus
1.1 Vehicle aeri
1.1.1 Cèl·lula
1.1.1.1 Integració, muntatge, prova i comprovació de la cèl·lula
1.1.1.2 Fuselatge
1.1.1.3 Ala
1.1.1.4 Empenatge
1.1.1.5 Nacelle
1.1.1.6 Altres components de la cèl·lula 1..n (especifiqueu)
1.1.2 Propulsió
1.1.3 Subsistemes de vehicles
1.1.4 Aviònica
1.2 Enginyeria de sistemes
1.3 Gestió de programes
1.4 Prova i avaluació del sistema
1.5 Formació
1.6 Dades
1.7 Equips de suport particulars
1.8 Equips de suport comú
1.9 Activació operativa/del lloc
1.10 Instal·lacions industrials
1.11 Recanvis inicials i peces de reparació

### Element terminal
L'element més baix d'una estructura d'arbre, un element terminal, és aquell que no es subdivideix més. En una estructura de desglossament de treball, aquests elements (activitat o lliurable), també coneguts com a paquets de treball, són els elements que s'estimen en termes de recursos, pressupost i durada; enllaçats per dependències; i calendari. En la conjunció de l'element EDT i la unitat organitzativa, s'estableixen comptes de control i paquets de treball, i es planifica, mesura, registra i controla el rendiment. Una EDT es pot expressar a qualsevol nivell d'interès. Tres nivells són el mínim recomanat, amb nivells addicionals per, i només per, a articles d'alt cost o alt risc, i dos nivells de detall en casos com l'enginyeria de sistemes o la gestió de programes, amb l'estàndard que mostra exemples de EDT amb profunditat variable, com ara desenvolupament de programari en punts que van a 5 nivells o sistema de control de foc a 7 nivells.

### Coherent amb les normes
L'estructura EDT superior ha de ser coherent amb les normes o els mandats de plantilla que existeixin dins l'organització o domini. Per exemple, la construcció naval per a l'Armada dels Estats Units ha de respectar que els termes nàutics i la seva estructura jeràrquica establertes a MIL-STD estiguin incrustats a l'Arquitectura naval i que s'hagin construït oficines i procediments de la Marina que coincideixin amb aquesta estructura d'arquitectura naval., de manera que qualsevol canvi significatiu de la numeració o la denominació dels elements EDT a la jerarquia seria inacceptable.

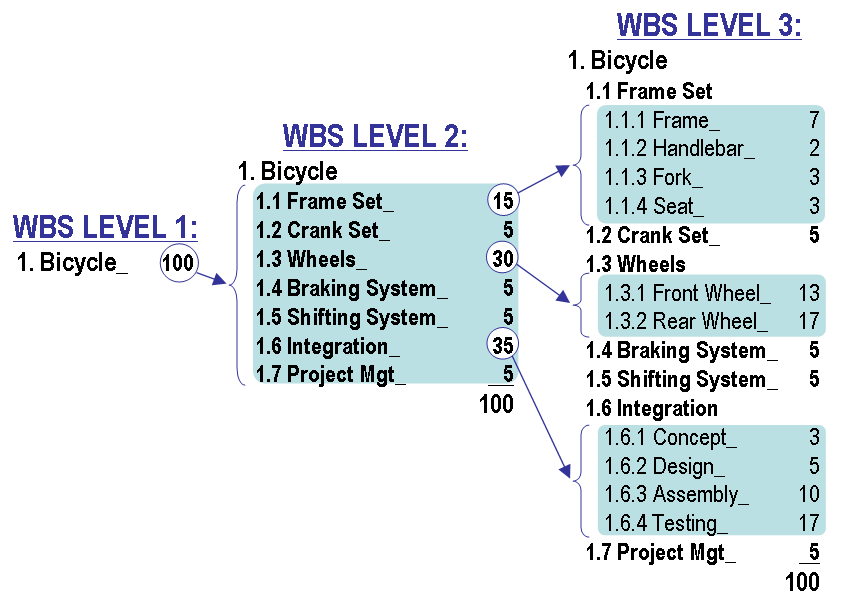
La tècnica de construcció EDT que empra la regla del 100% durant la construcció EDT

La figura adjacent mostra una tècnica de construcció de l'estructura de desglosament de treball que mostra la regla del 100% i la tècnica d'"elaboració progressiva". A EDT nivell 1 mostra 100 unitats de treball com a abast total d'un projecte per dissenyar i construir una bicicleta personalitzada. A EDT nivell 2, les 100 unitats es divideixen en set elements. El nombre d'unitats assignades a cada element d'obra es pot basar en l'esforç o el cost; no és una estimació de la durada de la tasca.
Els tres elements més grans del nivell 2 de la EDT es subdivideixen encara més al nivell 3. Els dos elements més grans del nivell 3 representen cadascun només el 17% de l'abast total del projecte. Aquests elements més grans es podrien subdividir encara més mitjançant la tècnica d' elaboració progressiva descrita anteriorment.
Aquest és un exemple de l'enfocament basat en el producte (que pot ser el producte final, entregable o treball derivat), en comparació amb l'enfocament per fases, que poden ser etapes tancades en un cicle de vida formal de desenvolupament de sistemes o esdeveniments forçats (per exemple, trimestralment). actualitzacions o un repressupost de l'any fiscal), o l'enfocament basat en habilitats/rols.
El disseny EDT pot ser soportat per programari (per exemple, un full de càlcul) per permetre l'anidament automàtic dels valors dels ítems. Les estimacions d'esforç o cost es poden determimar mitjançant discussions entre els membres de l'equip del projecte. Aquesta tècnica col·laborativa genera una millor visió de les definicions de l'abast, les hipòtesis subjacents i el consens sobre el nivell de granularitat necessari per gestionar els projectes.